# جلين مورشور
جلين مورشور (بالإنجليزية: Glenn Morshower) هو ممثل أمريكي، ولد في 24 أبريل 1959 بدالاس في الولايات المتحدة.

## أعمال

### أفلام
- (1989) تانغو وكاش[1]
- (1992) تحت الحصار[2]
- (1997) اختطاف طائرة الرئيس[3][4][5]
- (1998) غودزيلا
- (2001) بيرل هاربر[6][7][8]
- (2001) سقوط الصقر الأسود[9]
- (2005) الجزيرة[10][11][12]
- (2005) رهينة[13]
- (2005) ليلة سعيدة وحظ سعيد
- (2006)  محور الشر
- (2007) المتحولون
- (2009) الرجال الذين يحدقون في الماعز[14][15]
- (2009)  ثأر الهاوي[16][17][18][19][20]
- (2010) المجانين[21][14]
- (2011)  الجانب المظلم للقمر[22][23][24][25]
- (2011)  الدرجة الأولى[26]
- (2011) كرة المال[27]
- (2013) باركلاند
- (2013) بعد الأرض[28][29][30]
- (2015) أماكن مظلمة[31]
- (2017) ما بعد الحادثة

### مسلسلات
- 24
- السلالة
- الملفات الغامضة
- الواعظ
- لوس أنجلوس
- إيلياس
- جاغ
- دالاس
- موردر
- التحقيق في موقع الجريمة
- عقول إجرامية
- عملاء شيلد
- فضيحة[32]
- كاسل
- كولد كيس
- هاواي فايف أو

## وصلات خارجية
- جلين مورشور على موقع IMDb (الإنجليزية)
- جلين مورشور على موقع ألو سيني (الفرنسية)
- جلين مورشور على موقع أول موفي (الإنجليزية)
- جلين مورشور على موقع قاعدة بيانات الأفلام السويدية (السويدية)
- جلين مورشور على موقع إن إن دي بي (الإنجليزية)
- جلين مورشور على موقع قاعدة بيانات الفيلم (الإنجليزية)
- جلين مورشور على موقع كينوبويسك (الروسية)